# Zuiddorpe
Zuiddorpe ist ein niederländisches Dorf in der Gemeinde Terneuzen innerhalb der Provinz Zeeland. Es liegt 34 km südöstlich von Vlissingen.

## Geschichte
Es wurde erstmals im Jahr 1366 oder 1367 als Zuutdorp erwähnt, was so viel heißt wie „südliches Dorf“. Südlich wurde hinzugefügt, damit es sich von Westdorpe unterscheidet, womit die Richtung zu Axel gemeint ist. Es ist ein Straßendorf mit einem Dorfplatz. Eine Pfarrgemeinde existiert nachweislich seit dem Jahr 1236, welche "De Moeren" genannt wurde. Dies ist eine Referenz auf den Torfabbau in den nahe liegenden Mooren.
Die katholische Mariä-Himmelfahrt-Kirche ist eine dreischiffige Kirche mit einem Turm an einer nordwestlichen Ecke. Sie wurde von 1885 bis 1886 gebaut und ersetzte die bisherige Kirche von 1817. In ihr befindet sich eine aufwendig dekorierte Kanzel aus dem Jahr 1637.
Das Dorf war im Jahr 1840 die Heimat von 702 Menschen. Bis zum Jahr 1970 war es eigenständig und dann mit Axel zusammengeschlossen. Seit 2003 ist es wiederum Teil von Terneuzen.